# Dicranomyia (Dicranomyia) trispinula
Dicranomyia (Dicranomyia) trispinula is een tweevleugelige uit de familie steltmuggen (Limoniidae). De soort komt voor in het Palearctisch gebied.